# Rostrup
Rostrup is een plaats in de Deense regio Noord-Jutland, gemeente Mariagerfjord. De plaats telt 274 inwoners (2008).